# Hyaleucerea agylloides
Hyaleucerea agylloides là một loài bướm đêm thuộc phân họ Arctiinae, họ Erebidae.